# Gouvernement Fraga II
Galice
Fraga I Fraga III
Le gouvernement Fraga II (en espagnol : Segundo Gobierno Fraga, en galicien : Segundo Goberno Fraga) est le gouvernement de la communauté autonome de Galice entre le 11 décembre 1993 et le 10 décembre 1997, sous la IVe législature du Parlement.
Il est dirigé par le sortant libéral-conservateur Manuel Fraga, vainqueur à la majorité absolue des élections autonomiques de 1993. Il repose sur le seul Parti populaire. Il succède au gouvernement Fraga I et cède le pouvoir au gouvernement Fraga III après les élections de 1997.

## Historique du mandat
Ce gouvernement est dirigé par le président de la Junte sortant, le libéral-conservateur Manuel Fraga. Il est constitué et soutenu par le Parti populaire (PP). Seul, il dispose de 43 députés sur 75, soit 57,3 % des sièges du Parlement.
Il est formé à la suite des élections parlementaires du 17 octobre 1993.
Il succède donc au gouvernement Fraga I, constitué et soutenu par une coalition entre le Parti populaire et les Centristes de Galice (es) (CdG).

### Formation
Au cours des élections autonomiques, le Parti populaire de Manuel Fraga confirme et conforte sa majorité absolue : il passe en effet de 38 à 43 sièges, en remportant près de 53 % des suffrages exprimés.
Le 1er décembre, Manuel Fraga est investi président de la Junte pour un second mandat. Il obtient 43 voix favorables et 32 voix défavorables, le Parti populaire étant le seul à voter en sa faveur. Il prête serment neuf jours plus tard, au siège du Parlement.
La composition du gouvernement est dévoilée le 7 décembre. Il compte toujours 11 membres, dont trois nouveaux et un qui change d'affectation, tandis que les départements du Travail et des Relations institutionnelles sont supprimés et que sont créés ceux de la Justice et de la Famille. L'exécutif prête serment et entre en fonction le 11 décembre.

### Évolution
Manuel Fraga indique le 28 avril 1994, par surprise, avoir mis aux fonctions de Juan Fernández García (gl), conseiller à l'Industrie et au Commerce, à la demande de ce dernier. Sans réellement expliquer les raisons de sa démission, Fernández García admet qu'elles ont un lien avec le climat d'affaires politico-financières, alors qu'il a lui-même dû régler quelques années plus tôt une importante régularisation fiscale et qu'il venait de reconnaître qu'il avait illégalement perçu un traitement comme officier de réserve de la Marine en sus de ses indemnités de conseiller de la Junte. Le président de la Junte voulant se donner jusqu'à une semaine pour choisir le bon successeur, il charge José Antonio Orza (gl), conseiller à l'Économie et aux Finances, d'assumer l'intérim du département de l'Industrie. Le 2 mai, Manuel Fraga annonce la nomination d'Antonio Couceiro Méndez (gl), jusqu'ici directeur général de la Formation et de l'Emploi du département de la Famille, comme nouveau conseiller à l'Industrie, qui prend ses fonctions le lendemain.
Le 6 mai 1996, le conseiller à la Santé, José Manuel Romay, devient ministre de la Santé de l'Espagne, au sein du gouvernement Aznar I. Suivant la proposition de Romay, Fraga désigne le lendemain José María Hernández Cochón (gl) nouveau conseiller à la Santé, une poste que celui-ci a déjà occupé par deux fois. Il prête serment et entre en fonction le 10 mai.
À l'occasion du Conseil des ministres du 17 mai 1996, le gouvernement espagnol nomme le conseiller à la Justice, à l'Intérieur et aux Relations du travail, Juan Miguel Diz Guedes (gl), comme délégué du gouvernement en Galice. Son poste au gouvernement galicien revient, trois jours plus tard, à Jesús Palmou (es), qui prête serment et entre en fonction ce même 20 mai.
Une nomination en Conseil des ministres du 24 mai conduit à un nouveau départ de l'exécutif régional : Juan Piñeiro Permuy (gl), conseiller à l'Éducation et à l'Enseignement supérieur, est désigné président du Conseil scolaire de l'État. Manuel Fraga promeut pour ce poste, quatre jours plus tard, le directeur général de la Formation et de l'Emploi du département de la Famille, Celso Currás (gl). Le nouveau conseiller prête serment et entre en fonction le 31 mai.
Le 6 juin, Manuel Fraga procède à une nouvelle modification de la composition de son exécutif, qu'il présente comme la dernière. Il nomme le conseiller à la Culture, Víctor Vázquez Portomeñe (gl), comme conseiller sans portefeuille, délégué aux Affaires parlementaires, et promeut pour lui succéder le secrétaire général à la Communication, Jesús Pérez Varela (gl), qui récupère l'ensemble des compétences relatives aux communications. Tous deux sont assermentés et entrent en fonction le lendemain.

### Succession
Lors des élections autonomiques du 19 octobre 1997, le Parti populaire confirme une nouvelle fois, en léger recul, sa majorité absolue. Après avoir été de nouveau investi président de la Junte le 3 décembre, Manuel Fraga dévoile le 9 décembre la composition de son troisième gouvernement, qui compte toujours 12 membres et voit la création du département de l'Environnement. L'exécutif prête serment et entre en fonction le 10 décembre.

## Composition
- Par rapport au gouvernement Fraga I, les nouveaux conseillers sont indiqués en gras, ceux ayant changé d'attributions en italique.

| Poste                                                                                      | Titulaire | Titulaire                                                                                                   | Parti |
| ------------------------------------------------------------------------------------------ | --------- | --- | ----- |
| Président                                                                                  |           | Manuel Fraga Iribarne                                                                                       | PP    |
| Conseiller à la Présidence et à l'Administration publique                                  |           | Dositeo Rodríguez Rodríguez (gl)                                                                            | PP    |
| Conseiller à l'Économie et aux Finances                                                    |           | José Antonio Orza Fernández (gl)                                                                            | Sans  |
| Conseiller à l'Aménagement du territoire et aux Travaux publics                            |           | José Cuíña Crespo (gl)                                                                                      | PP    |
| Conseiller à l'Éducation et à l'Enseignement supérieur                                     |           | Juan Piñeiro Permuy (gl) (jusqu'au 27/05/1996) Celso Currás Fernández (gl) (à partir du 31/05/1996)         | PP    |
| Conseiller à l'Industrie et au Commerce                                                    |           | Juan José Fernández García (gl) (jusqu'au 29/04/1994) Antonio Couceiro Méndez (gl) (à partir du 03/05/1994) | PP    |
| Conseiller à l'Agriculture, à l'Élevage et aux Montagnes                                   |           | Tomás Pérez Vidal (gl)                                                                                      | PP    |
| Conseiller à la Culture Conseiller à la Culture et à la Communication sociale (07/06/1996) |           | Víctor Manuel Vázquez Portomeñe (gl) (jusqu'au 07/06/1996) Jesús Pérez Varela (gl)                          | PP    |
| Conseiller à la Santé et aux Services sociaux                                              |           | José Manuel Romay Beccaría (jusqu'au 07/05/1996) José María Hernández Cochón (gl) (à partir du 10/05/1996)  | PP    |
| Conseiller à la Pêche, à la Conchyliculture et à l'Aquaculture                             |           | Juan Caamaño Cebreiro (gl)                                                                                  | PP    |
| Conseiller à la Justice, à l'Intérieur et aux Relations du travail                         |           | Juan Miguel Diz Guedes (gl) (jusqu'au 18/05/1996) Jesús Palmou Lorenzo (es) (jusqu'au 20/05/1996)           | PP    |
| Conseiller à la Famille, aux Femmes et à la Jeunesse                                       |           | Manuela López Besteiro (es)                                                                                 | PP    |
| Conseiller sans portefeuille, délégué aux Affaires parlementaires (07/06/1996)             |           | Víctor Manuel Vázquez Portomeñe (gl)                                                                        | PP    |